# コンラト5世コンツキ
コンラト5世コンツキ（Konrad V Kącki、1385年頃 - 1439年9月10日）は、オレシニツァ、コジュレ、ビトム半国、シチナヴァ半国の公（在位：1412年 - 1427年、兄弟と共同統治）、単独のオレシニツァ公（在位：1427年 - 1439年）。コンラト3世（老公）とその妻ユディタの間の次男。他の兄弟達と同じくコンラトの洗礼名を名乗ったが、これはシロンスク・ピャスト家のうちオレシニツァ公家出身であることを示すための慣例だった。
1412年に父が死んだ後、コンラト5世は兄コンラト4世と共に公国の共同統治者となり、未成年だった3人の弟達はこの時点では除外された。1416年、兄弟全員が成人に達すると、兄コンラト4世が下の弟達を諸公とすべく国政から退いたため、共同統治者に格上げされた弟達はコンラト5世を公爵家の家長とした。4兄弟による共同統治は1427年に公国の分割によって終わった。この際、コンラト5世はオレシニツァを保持した。
1411年10月9日までに出自不明の妻マウゴジャタと結婚し、5人の子女をもうけた。
1. アグニェシュカ（1411年以後 - 1448年9月） - 1437年、帝国大法官のパッサウ＝ヴァイスキルヒェン伯カスパル1世シルクと結婚
2. コンラト9世（1415年頃 - 1471年8月14日）
3. コンラト10世（1420年 - 1492年9月21日）
4. アンナ（1425年頃 - 1482年8月15日以後） - 1444年までに、プウォツク公ヴワディスワフ1世と結婚
5. マウゴジャタ（1430年以前 - 1466年5月10日） - 1456年よりトシェブニツァの女子修道院長